# Dmitri Iwanowitsch Winogradow
Dmitri Iwanowitsch Winogradow (russisch Дмитрий Иванович Виноградов; * 1720 in Susdal; † 25. Augustjul. / 5. September 1758greg. in St. Petersburg) war ein russischer Chemiker und Keramiker.

## Leben
Winogradow war der Sohn des Erzpriesters der Muttergottes-Geburts-Kathedrale im Susdaler Kreml. Nach dem Abschluss der Schule in Susdal 1732 besuchte er die Saikonospasskaja-Schule der Slawisch-Griechisch-Lateinischen Akademie in Moskau, wo er Michail Wassiljewitsch Lomonossow kennenlernte. Als einer der 12 besten Absolventen wurde er 1735 nach St. Petersburg zum Studium an der Akademie der Wissenschaften geschickt. Dort gehörte er mit Lomonossow und Gustav Ulrich Raiser zu den drei Besten, die auf Wunsch des Senats 1736 zum Studium der Metallurgie an die Universität Marburg zu Christian Wolff geschickt wurden. Dort studierten sie Chemie, Bergbauwesen, Physik und anderes und wechselten 1739 zu Johann Friedrich Henckel in Freiberg. Im Sommer und Herbst 1741 besuchte Winogradow die Bergwerke in Schneeberg, Johanngeorgenstadt und Annaberg.

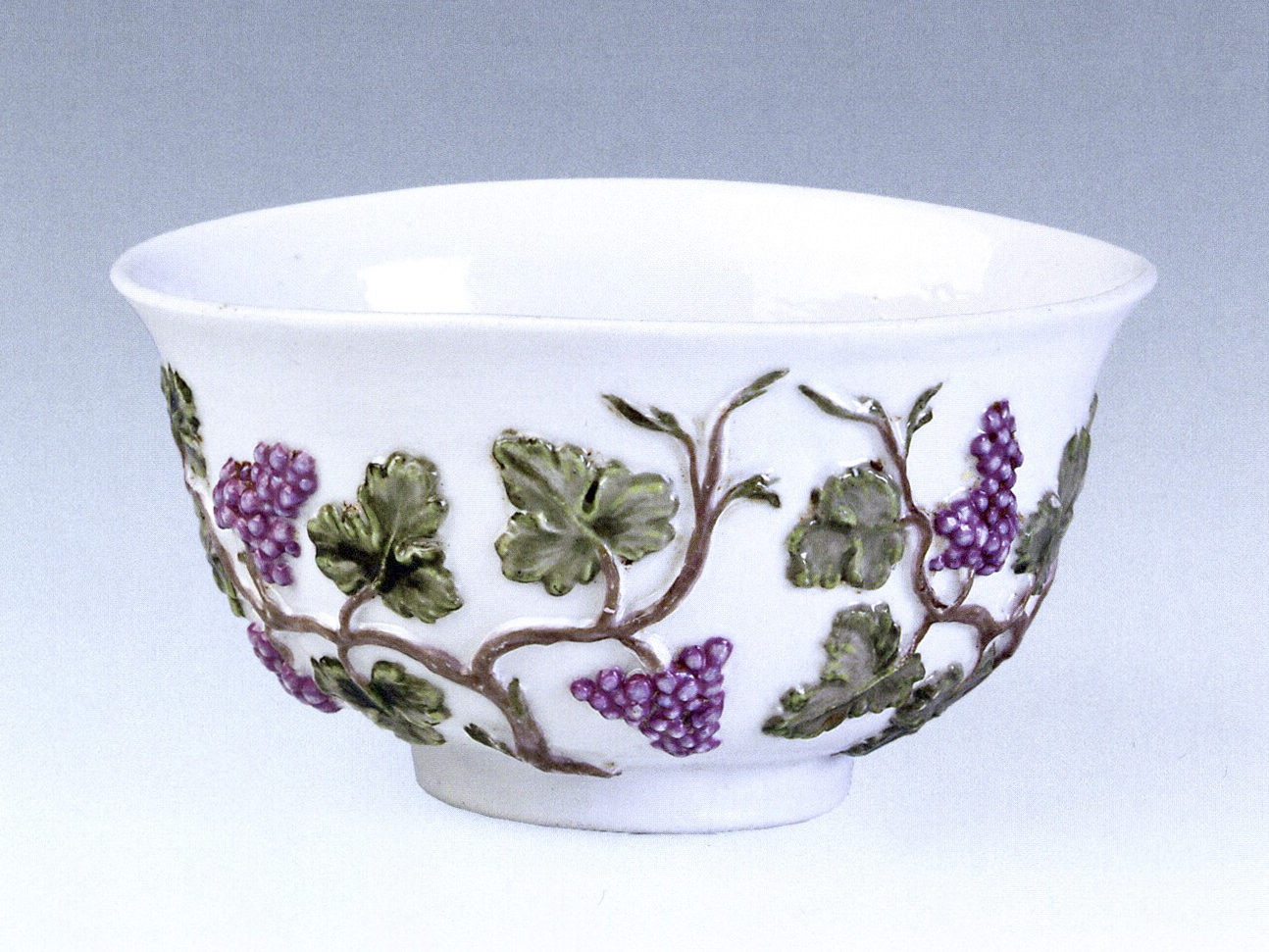
Schale (1749, Eremitage)

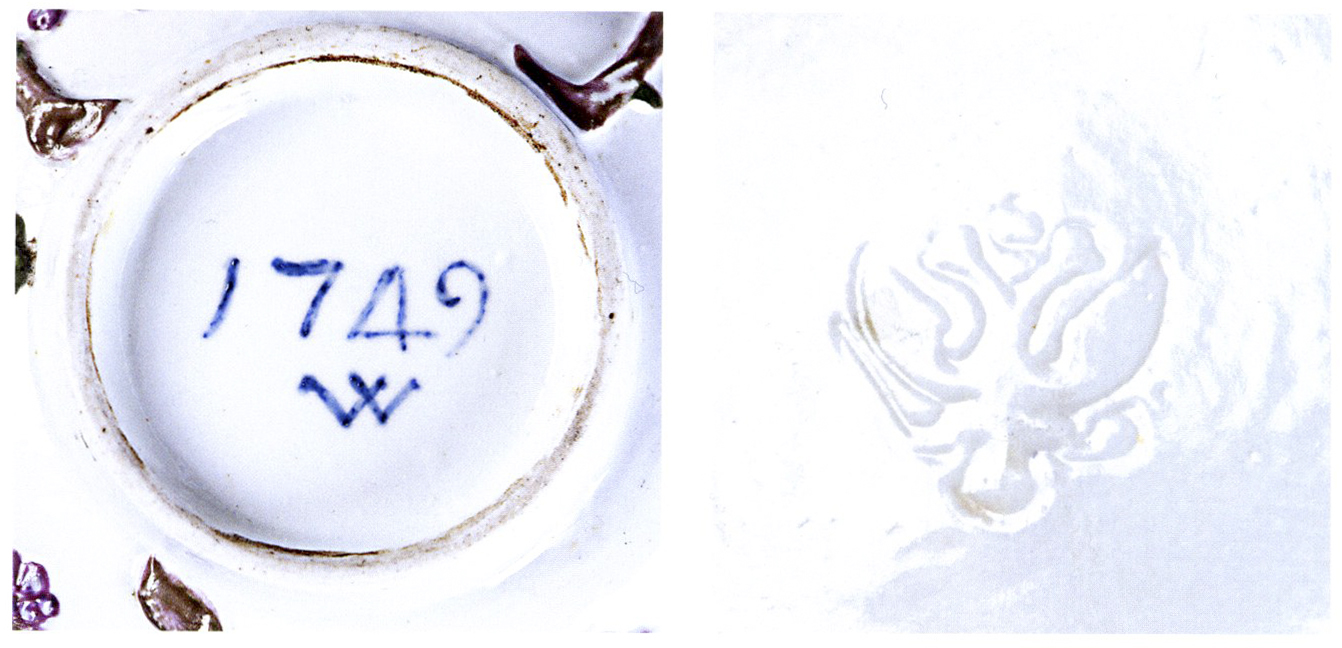
Winogradows Markenzeichen

Nach seiner Rückkehr nach St. Petersburg wurde Winogradow zunächst in das Bergkollegium mit Ernennung zum Bergmeister aufgenommen. Auf Veranlassung des Kabinett-Sekretärs Baron Iwan Antonowitsch Tscherkassow wurde Winogradow im November 1744 in der neuen Newa-Porzellanmanufaktur eingestellt. Dort war er Schüler beim Porzellanmeister Christoph Conrad Hunger, der von der Kaiserin Elisabeth aus Stockholm angeworben worden war und vorher in der Meißener Porzellanmanufaktur und in der Wiener Porzellanmanufaktur gearbeitet hatte. Allerdings war Hunger eine schwierige Person und wusste zu wenig von der Porzellanherstellungstechnik, so dass er bei seiner Entlassung 1748 nur wenige Tassen ungenügender Qualität hinterließ. Winogradow untersuchte den Porzellanherstellungsprozess wissenschaftlich, analysierte die Rohstoffe, machte diverse Experimente und entwickelte seine Rezeptur für die Herstellung der Porzellanmasse, die er in seiner eigenen Geheimschrift notierte und auch vor seinen Mitarbeitern geheim hielt. 1746–1748 machte er Versuche zur Vermeidung von Verformungen beim Brennen, und er entwickelte Keramikfarben für das Bemalen von Porzellan. 1755–1757 baute er einen neuartigen großen Brennofen auf und setzte ihn erfolgreich in Betrieb.
Die zunehmende Qualität führte zu vermehrten Aufträgen, aber Winogradow erhielt kaum Anerkennung im Vergleich zu höher gestellten ausländischen Meistern und zum privilegierten Lomonossow. Er verfiel der Trunksucht, wurde ständig beobachtet und bewacht, und als er zu fliehen versuchte, wurde er in Ketten gelegt. Er verfasste die Ausführliche Beschreibung des reinen Porzellans, wie es in Russland bei St. Petersburg hergestellt wird, mit allen dazu gehörigen Arbeiten. Diese nicht vollständig erhaltene Zusammenfassung der dreizehnjährigen Tätigkeit Winogradows ist die erste theoretische Arbeit über Keramik in Europa. Winogradows Werk führte sein Schüler Nikita Woinow fort. In den Museen sind nur 9 Objekte mit Winogradows Markenzeichen W erhalten.